# Escala de Benjamin
A Escala de Orientação Sexual de Harry Benjamin, também conhecida como Harry Benjamin Sexual Orientation Scale (S.O.S), foi proposta na década de 1960, através do caso de uma paciente de Alfred Kinsey que, atribuída como do sexo masculino ao nascer, possuía uma identidade de género feminina e desejava ser do sexo feminino. Diferentemente de cross-dressers e travestis, foi identificada pela primeira vez na medicina moderna ocidental o que hoje chamamos de transgénero, levando Benjamin estudar o assunto e a propor uma escala para a transgeneridade.

## Escala de orientação sexual
Harry Benjamin, segundo suas percepções, propôs uma escala para a transgeneridade, semelhante à indicada:
| Grupo | Tipo | Nome                               |
| ----- | ---- | ---------------------------------- |
| 1     | I    | Pseudo travesti                    |
| 1     | II   | Travesti fetichista                |
| 1     | III  | Travesti verdadeiro                |
| 2     | IV   | Transexual não cirúrgico           |
| 3     | V    | Transexual de intensidade moderada |
| 3     | VI   | Transexual de alta intensidade     |

que são abordados de forma mais extensa abaixo:

### Tipo I - Pseudo travesti
- Sentimento quanto ao Gênero: Masculino
- Hábitos de se vestir: Vida masculina normal. Apresenta pequenos desejos de se travestir
- Preferência Sexual: Usualmente heterossexual (com mulheres). Raramente bissexual. Masturba-se com fetiches muitas vezes acompanhado de culpa, rejeitando as roupas femininas após a masturbação.
- Operação de redesignação de sexo: não se interessa
- Tratamento hormonal: não se interessa; não indicada
- Tratamento psiquiátrico: não se interessa; desnecessário

### Tipo II - Travesti fetichista
- Sentimento quanto ao Gênero: Masculino
- Hábitos de se vestir: Vive como homem com trajes masculinos. Traveste-se periodicamente
- Preferência Sexual: Usualmente heterossexual (com mulheres) mas também bissexual e homossexual (com homens). Ao masturbar-se tem fantasias de travestir-se e mudar de sexo.
- Operação de redesignação de sexo: pode considerar apenas em fantasias
- Tratamento hormonal: interessado; algumas vezes utilizado voluntariamente para diminuir o libido
- Tratamento psiquiátrico: algumas vezes indicado; pode ser favorável em alguns casos

### Tipo III - Travesti verdadeiro
- Sentimento quanto ao Gênero: Masculino mas sem convicção
- Hábitos de se vestir: Traveste-se com a frequência possível. Pode ser aceito como mulher.
- Preferência Sexual: Heterossexual com mulheres e homens (com mulheres é homem e com homens é mulher)
- Operação de redesignação de sexo: rejeitas mas a ideia é atraente
- Tratamento hormonal: atrativa como experiência; pode auxiliar no diagnóstico
- Tratamento psiquiátrico: indicada como apoio emocional, em caso de tratamento hormonal

### Tipo IV - Transexual não cirúrgico
- Sentimento quanto ao Gênero: Incerto entre travesti e transexual
- Hábitos de se vestir: Traveste-se sempre que possível com alívio insuficiente do desconforto de gênero. Pode viver como homem ou mulher. Pode constituir família e ter filhos.
- Preferência Sexual: Muitas vezes autoerótico ou assexual. Pode ser bissexual ou manifestar baixo libido.
- Operação de redesignação de sexo: atraente mas não solicitada
- Tratamento hormonal: muitas vezes utilizada espontaneamente para conforto emocional
- Tratamento psiquiátrico: só como apoio emocional, em caso de tratamento hormonal

### Tipo V - Transexual de intensidade moderada
- Sentimento quanto ao Gênero: Feminino, preso a um corpo masculino
- Hábitos de se vestir: Vive e trabalha como mulher, se possível. Travestir-se é insuficiente para o alívio emocional
- Preferência Sexual: Muitas vezes autoerótico ou assexual. Pode ser bissexual ou manifestar baixo libido.
- Operação de redesignação de sexo: solicitada
- Tratamento hormonal: necessária e muitas vezes utilizada espontaneamente como preparação para a conversão sexual
- Tratamento psiquiátrico: rejeitada, recomendada orientação permissivista

### Tipo VI - Transexual de alta intensidade
- Sentimento quanto ao Gênero: Feminino
- Hábitos de se vestir: Vive e trabalha como mulher. Travestir-se não alivia o desconforto emocional
- Preferência Sexual: Desejo intenso de se relacionar com homens no papel de mulher. Muitas vezes identifica-se como heterossexual na inversão de gêneros.
- Operação de redesignação de sexo: incisivamente solicitada
- Tratamento hormonal: necessária e muitas vezes utilizada espontaneamente como preparação para a conversão sexual
- Tratamento psiquiátrico: rejeitada, recomendada orientação permissivista. (tv)

## Considerações transexualidade feminina
Poucos estudos abordam a ótica da travestibilidade e da transexualidade feminina mundialmente, concentrando os estudos na transexualidade masculina. Há de se considerar que existem tratamentos semelhantes transpostos para o universo feminino da transexualidade.